# 德国天空航空
德国天空航空是一家总部设于德国杜塞尔多夫的航空公司，是土耳其天空航空的子公司。德国天空航空于2012年12月1日开始航空运营。在2012年-2013年冬季，德国天空航空同其母公司土耳其天空航空缩减运营规模。2013年6月，在其母公司宣布破产后，全部航线立即停止运营。